# Cities (The Moody Blues)
"Cities" is een lied van de Moody Blues uit 1967.
"Cities" is het weesje onder de nummers van de band. Het is opgenomen op 17 juli 1967, op dezelfde dag als hun single "Love and Beauty". Toch kreeg "Love and Beauty" een andere B-kant en "Cities" van Justin Hayward bleef liggen. Op 10 november 1967 werd het de B-kant van de bekendste single van de band Nights in White Satin. Deze single presteerde het in Engeland om drie keer de hitparade te halen, maar "Cities" werd niet bekend. 
"Nights" is, met het gedicht Late Lament, bekend als afsluiter van het album Days of Future Passed, maar Cities paste helemaal niet bij dat album. Het kwam alleen te staan. Het moest 20 jaar wachten voordat het op elpee dan wel compact disc kwam te staan; in dit geval eerst op Prelude met nog een aantal soortgenoten (B-kantjes). In de serie Remastered the luxe kwam het tot slot waar het behoorde, als bijlage bij Days of Future Passed.
"Cities" van Hayward laat geen optimistisch geluid horen; de stad als plek waar de bloemen niet willen groeien en de rivier een riool is. Voor het eerst te horen: de typische melancholische samenzang van de Moodies 